# Värmerelaterade sjukdomstillstånd
Värmerelaterade sjukdomstillstånd beror som regel på vätske- eller saltförlust, eller på cirkulatoriska förändringar som uppstår för termoreglering, det vill säga kroppens anpassning till den förhöjda temperaturen i omgivningen. En värmebölja kan vara akut livshotande, i synnerhet för barn, äldre personer och kroniskt sjuka, eller för personer som utför fysiskt ansträngande aktiviteter i värme. Värme i kombination med hög luftfuktighet är också problematiskt för hälsan, eftersom luftfuktigheten gör det svårare för kroppen att kyla sig med svettning.
En värmebölja kan leda till värmeslag, som yttrar sig i förhöjd kroppstemperatur för att kroppen inte lyckas svalka sig, och är ett akut livshotande tillstånd. Tidiga tecken är huvudvärk och yrsel. Värmeböljor kan hos benägna individer orsaka apoplexi, det vill säga slaganfall. Värmekollaps innebär att värmeböljan orsakar svimning, vilket likaså är mycket allvarligt. Värmekramp, förvirring och koma kan likaså uppkomma av värmebölja. Ett vanligt symtom vid värmebölja är värmeödem, att fötter och anklar eller händer svullnar upp. Andra vanligare symtom är övergående vämetrötthet. Värmeutmattning kan bero på uttorkning och/eller saltförlust. Utmattning yttrar sig i illamående och cirkulationskollaps. Somliga får vid stark värme problem med svettkörtlarna, till exempel miliaria. Till värmeböljor hör ofta också stark sol, vilket kan orsaka solbränna.
Värmeböljor kan vara livshotande för personer med sämre temperaturreglering eller om det saknas möjlighet till svalka och när temperaturen blir alltför hög. Till de mera känsliga individerna för sådana faktorer hör äldre personer, barn och personer med vissa kroniska sjukdomar samt personer som tar vissa läkemedel (diuretika, psykofarmaka, antikolinergika, betablockerare, med mera). Vätskebrist till följd av svettning kan ge hjärtsvikt eftersom blodet blir mera trögflytande och detta leder till att hjärtat måste pumpa starkare. Barn, personer med funktionsnedsättningar eller demens kan ha svårt att själva avgöra hur mycket de behöver dricka eller när de måste svalka sig, och är extra utsatta.
För att undvika negativa effekter av värmeböljor ska man dricka ofta och mer än annars, ersätta eventuell saltförlust, svalka sig, samt undvika fysiskt ansträngande aktiviteter. Man kan svalka sig genom att dricka kall dryck eller äta glass, bada eller duscha kallt, och vistas i skugga eller inomhus, eller där det fläktar.
Om kroppstemperaturen stiger till febernivå (över 37,8 C)  ska inte febernedsättande medicin ges, eftersom det kan förvärra tillståndet. Förhöjd kroppstemperatur, kräkning samt svimning och annan kraftig mental påverkan ska behandlas skyndsamt av sjukvård.